# Fliegendes Spaghettimonster

Fliegendes Spaghettimonster als Stoffpuppe

Ein Logo (Autoaufkleber) des fliegenden Spaghettimonsters – eine Anspielung auf eine weit verbreitete Darstellungsweise des eucharistischen Fischs

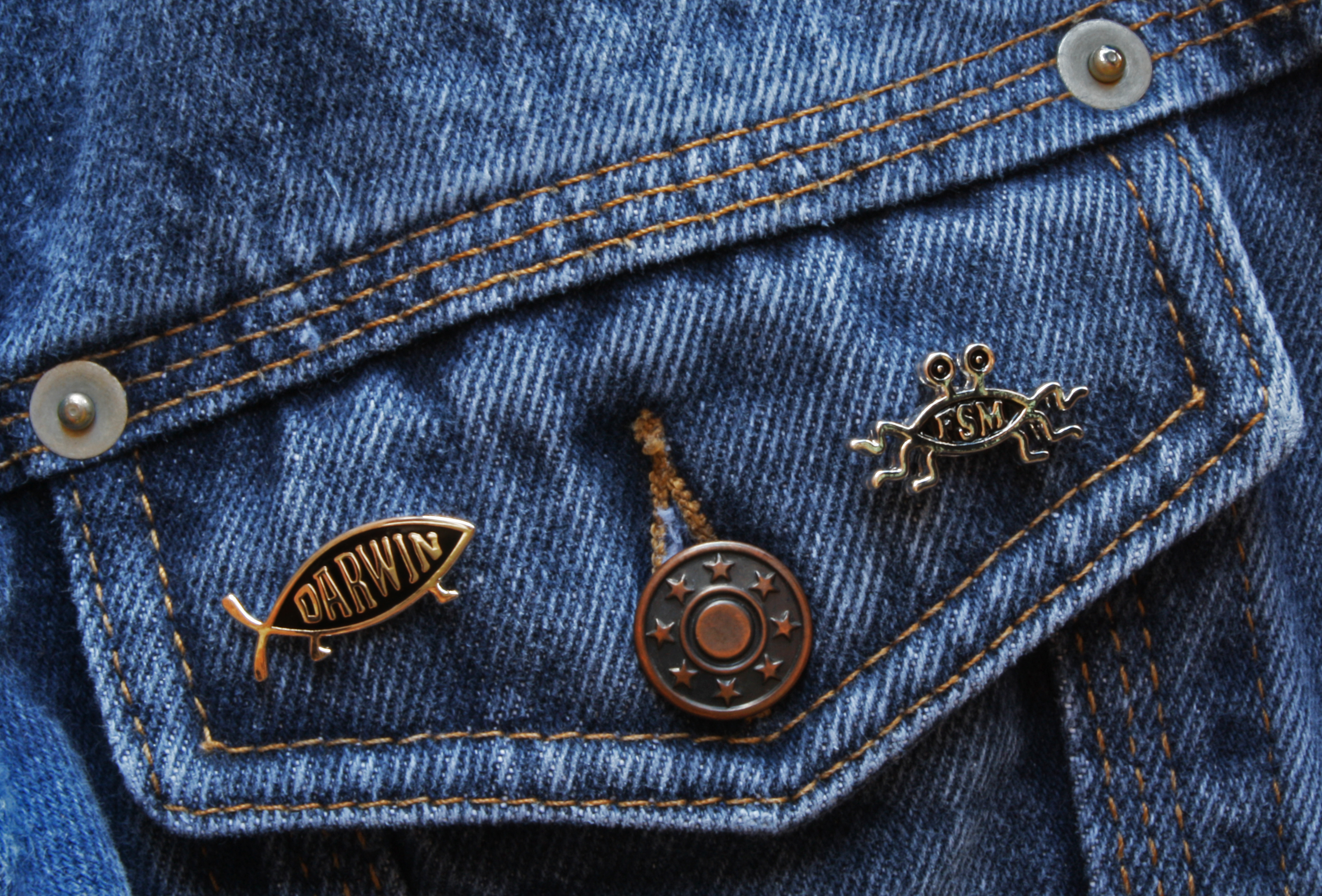
Das Fliegende Spaghettimonster (rechts) und der Darwin-Fisch (links) als Anstecker

Das Fliegende Spaghettimonster (englisch Flying Spaghetti Monster, kurz: FSM) wird in der 2006 veröffentlichten Religionsparodie Das Evangelium des Fliegenden Spaghettimonsters als Gottheit bezeichnet, die mit dem Satz „Es werde Licht“ das Universum erschaffen haben soll. Autor ist der US-Amerikaner Bobby Henderson.
Der Vorlage etablierter Religionen folgend wurden in den folgenden Jahren kirchliche Strukturen und Gemeinden in verschiedenen Ländern aufgebaut und die staatliche Anerkennung als Religions- und Weltanschauungsgemeinschaft angestrebt und teils erlangt. Als Name dieser Weltanschauung sind Pastafaritum und Pastafarianismus (ein Kofferwort aus Pasta und der Rastafari-Bewegung) verbreitet, ihre Mitglieder bezeichnen sich selbst als Pastafari.

## Name, Idee und Verbreitung
Der Name des Fliegenden Spaghettimonsters rührt von seiner Ähnlichkeit mit einer großen Portion Spaghetti mit Fleischbällchen (Spaghetti with meatballs) und Stielaugen her. Statt von der „Hand Gottes“ sprechen Pastafari von „Seinem Nudeligen Anhängsel“ (His Noodly Appendage).
Der Anlass für die Gründung dieser Religion war die öffentliche Diskussion um die Unterrichtung von Intelligent Design im Biologieunterricht an US-amerikanischen Schulen. Unter Verweis auf das – gerade auch von den Verfechtern des Intelligent Designs verwendete – Argument der Gleichberechtigung und der bisher nicht erfolgten Widerlegung der Argumente des Intelligent Designs (Argumentum ad ignorantiam) forderte Henderson in einem offenen Brief an die Schulbehörde von Kansas, auch seine Glaubenslehre müsse wie die kreationistische im Unterricht vermittelt werden dürfen. Diese Forderung wurde als Parodie verstanden und sollte zeigen, dass religiöse Inhalte im naturwissenschaftlichen Unterricht nichts zu suchen haben, völlig ungeachtet des persönlichen Glaubens.
Seitdem gewinnt das FSM weltweit an Sympathisanten. Die Aktion hat sich zu einem soziokulturellen Phänomen entwickelt. Der Fundamentaltheologe an der LMU München Thomas Schärtl-Trendel nannte es in einem Aufsatz eine „skurrile, in einem Internet-Blog kreierte Gottheit“. Dutzende Blogs trugen zur weiteren Verbreitung bei. Ebenfalls Aufsehen erregen die enormen Preisgelder, die auf eine Widerlegung der Idee ausgelobt werden. Eine bestehende Wette des Kreationisten Kent Hovind parodierend, schreibt der Blog Boing Boing:

“We are willing to pay any individual *$ 250.000 if they can produce empirical evidence which proves that Jesus is not the son of the Flying Spaghetti Monster.”

„Wir sind bereit, jedem 250.000 US-Dollar zu zahlen, der empirische Beweise erbringen kann, dass Jesus nicht der Sohn des Fliegenden Spaghettimonsters ist.“

Das Preisgeld wurde inzwischen auf über eine Million Dollar erhöht. Es geht hier jedoch nur darum, das Prinzip der Unmöglichkeit eines solchen Beweises zu unterstreichen: Es ist keine Glaubenslehre der Pastafari, dass Jesus der Sohn des Fliegenden Spaghettimonsters sei.

## Glaube und Gebote

### Zentrale Glaubensinhalte

Der Einfluss der sinkenden Anzahl von Piraten auf die globale Erwärmung

- Die Welt wurde vom nicht nachweisbaren Fliegenden Spaghettimonster erschaffen. Alle Hinweise auf eine Evolution wurden von ebendiesem bewusst gestreut, um die Menschen zu verwirren.
- Auch die Gravitation existiert nicht. Die Wahrheit ist, das FSM drückt alles mit seinen nudeligen Anhängseln zu Boden („Erdanpressung“).[8]
- Bobby Henderson ist der Prophet dieser Religion.
- Piraten werden als die ursprünglichen Pastafari verehrt. Lebensmaxime der Gläubigen ist „WWAPD?“ (englisch What Would A Pirate Do? ‚Was würde ein Pirat tun?‘) in Anspielung auf den christlichen Slogan W. W. J. D. (What would Jesus do? ‚Was würde Jesus tun?‘). Das Fliegende Spaghettimonster verlangt das Tragen von Pirateninsignien (full pirate regalia).
- Einzige Ursache für die globale Erwärmung, Orkane und alle anderen Naturkatastrophen ist die sinkende Zahl von Piraten seit Beginn des 19. Jahrhunderts. Dies gilt unter Pastafari als empirisch bewiesen.[9] In diesem Zusammenhang wurde der mehrdeutige englische Ausdruck Pirates are cool! bekannt, cool kann in diesem Falle sowohl als ‚abgefahren‘ als auch als ‚kühl‘ verstanden werden. 2008 interpretierte Henderson die wachsende Piraten-Aktivität am Golf von Aden als einen weiteren empirischen Beweis für die Richtigkeit der Erderwärmungstheorie, denn es sei festzustellen, dass Somalia weltweit die höchste Piraten-Dichte und gleichzeitig die niedrigste CO2-Emission aufweise.[10]
- Nach dem Tod stehen den Gläubigen im „Himmel“ unter anderem ein Biervulkan und eine Stripper-Fabrik zur Verfügung.
- Gebete beenden die Anhänger mit dem Wort „Ramen“ (oft auch „RAmen“ geschrieben), der Bezeichnung für eine vor allem in Japan verbreitete Nudelart.
- Im Buch Das Evangelium des Fliegenden Spaghettimonsters werden unter anderem analog zu den Zehn Geboten des Christentums die acht „Mir wär’s wirklich lieber, du würdest nicht …“ beschrieben, die vom Spaghettimonster gepredigt werden. Die darin erklärten Grundsätze sprechen sich unter anderem gegen Diskriminierung, Vorurteile, religiöse Dogmen, Nötigung und Frauenfeindlichkeit aus. Das achte „Mir wär’s wirklich lieber, du würdest nicht …“ beschreibt eine abgewandelte Form der Goldenen Regel, es fordert zur Freien Liebe und dem Gebrauch von Kondomen auf.

### Die acht „Mir wär’s wirklich lieber, du würdest nicht …“

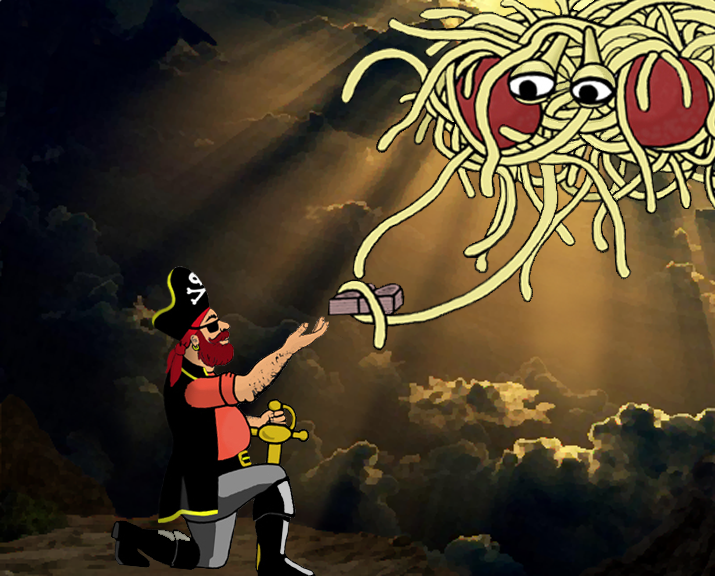
Das Fliegende Spaghettimonster übergibt an Piratenkapitän Mosey die acht „Mir wär’s wirklich lieber, du würdest nicht …“

1. Mir wär’s wirklich lieber, du würdest dich nicht wie ein oberheiliger Heuchler aufspielen, wenn du meine nudlige Güte beschreibst. Wenn irgendwelche Leute nicht an mich glauben, ist das echt okay. Ich bin nicht so eitel. Außerdem: Es geht nicht um diese, also weiche nicht vom Thema ab.
2. Mir wär’s wirklich lieber, du würdest nicht meine Existenz als Mittel benutzen, um jemanden zu unterdrücken, zu unterwerfen, zu bestrafen, zu vernichten oder du weißt schon. Ich verlange keine und benötige keine Opfer. Und Reinheit ist was für Trinkwasser, nicht für Menschen.
3. Mir wär’s wirklich lieber, du würdest nicht Leute wegen ihres Aussehens beurteilen oder was für Klamotten sie anziehen oder wie sie reden oder wie auch immer – sei einfach nett, okay? Oh, und kriegt das mal in eure Dickschädel: Frau = Person. Mann = Person. Klar? Klar. Eine ist nicht besser als der andere, solange wir nicht über Mode reden. Tut mir leid, aber ich hab’ das den Frauen überlassen und einigen Kerlen, die den Unterschied zwischen Dunkeltürkis und Scharlachrot kennen.
4. Mir wär’s wirklich lieber, du würdest nichts tun, das dir selbst oder deinem bereitwilligen, volljährigen und geistig gesunden Partner peinlich sein müsste. Wem das nicht passt, der kann mich mal – ich glaube, die Formulierung lautet: am A**** lecken. Wem das auch nicht passt, der sollte am besten die Glotze ausmachen und zur Abwechslung ein Stück spazieren gehen.
5. Mir wär’s wirklich lieber, du würdest dir die verklemmten, frauenfeindlichen Vorstellungen anderer nicht auf nüchternen Magen anhören. Esst etwas, dann macht euch über die Idioten her.
6. Mir wär’s wirklich lieber, du würdest nicht Multimillionendollar-Kirchen, Moscheen, Tempel, Schreine für Meine Nudlige Güte erbauen. Das Geld kann man nun wirklich sinnvoller anlegen. Sucht euch etwas aus:
  - Armut zu beenden
  - Krankheiten zu heilen
  - in Frieden leben, mit Leidenschaft lieben und die Kosten von Kabelfernsehen senken.
Mag ja sein, dass ich ein komplexes, allwissendes Kohlenhydratwesen bin, aber ich mag die einfachen Dinge im Leben. Ich muss es wissen, ich bin der Schöpfer.
7. Mir wär’s wirklich lieber, du würdest nicht rumgehen und Leuten erzählen, ich würde zu dir sprechen. Du bist nicht SO interessant. Nimm dich mal zurück. Und ich sagte dir bereits, dass du deine Mitmenschen lieben sollst, kannst du keinen Hinweis erkennen?
8. Mir wär’s wirklich lieber, du würdest andere nicht so behandeln, wie du nicht selbst gern behandelt werden möchtest, es sei denn, du bist mit Sachen zugange, in denen, ähm, eine Menge Leder, Gleitcreme und Las Vegas eine Rolle spielen. Sollte die andere Person auch darauf abfahren, dann macht es, siehe auch Punkt 4, macht Fotos, und, um Mikes willen, benutzt KONDOME! Hätte ich nicht gewollt, dass es sich gut anfühlt, dann hätte ich Stacheln oder so drangebastelt.[11]

## Geschichte

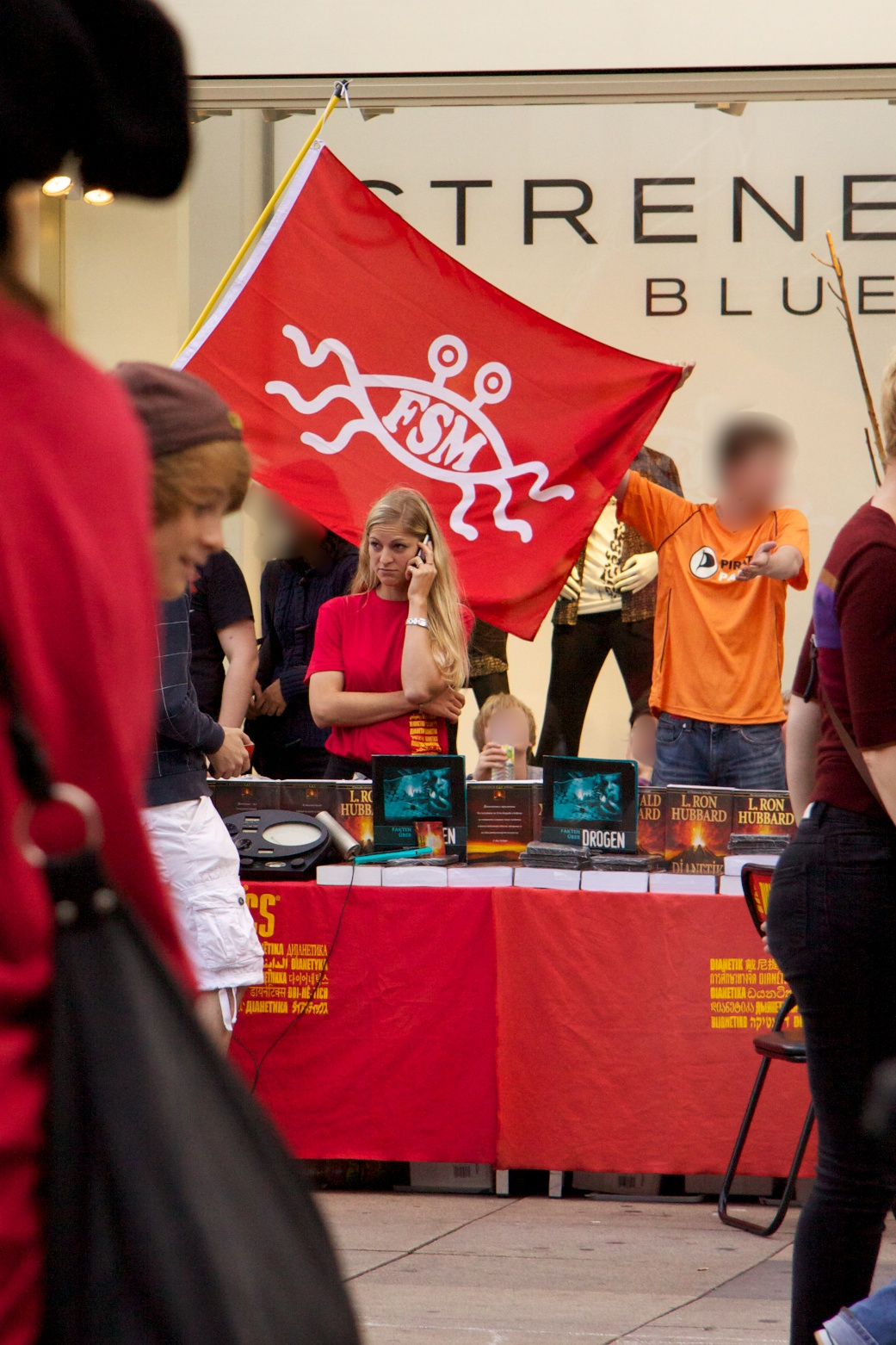
Pastafari der Piratenpartei Deutschlands beim Protest gegen Scientology

Im Juni 2005 schrieb Bobby Henderson einen offenen Brief an die Schulbehörde von Kansas, USA, in dem er forderte, seine Glaubensrichtung – den FSMismus (englisch FSMism) – ebenso wie die fundamentalistisch-christliche Überzeugung des Kreationismus in öffentlichen Schulen zu unterrichten. Die Zahl der Besuche auf Hendersons Website begann seitdem allmählich zu steigen und erreichte im August 2005 einen Höhepunkt, nachdem sie in diversen Blogs verlinkt worden war.
Die Idee wurde in zahlreichen Modifikationen vorgestellt, die in den USA regional vertretene christliche Sekten parodieren: der Cult of Oregano, die Reformed Church of Alfredo, Orthodox Monsterist Church of West Virginia, Mystical Order of the Flying Spaghetti Monster, die Moomin Church of His Spaghettiness von Jersey (Kanalinseln) oder die SPAM (The Spaghetti & Pulsar Activating Meatballs ‚Die spaghetti- und pulsaraktivierenden Fleischbälle‘; die Abkürzung ist ein Wortspiel mit Spam).

### Deutschland

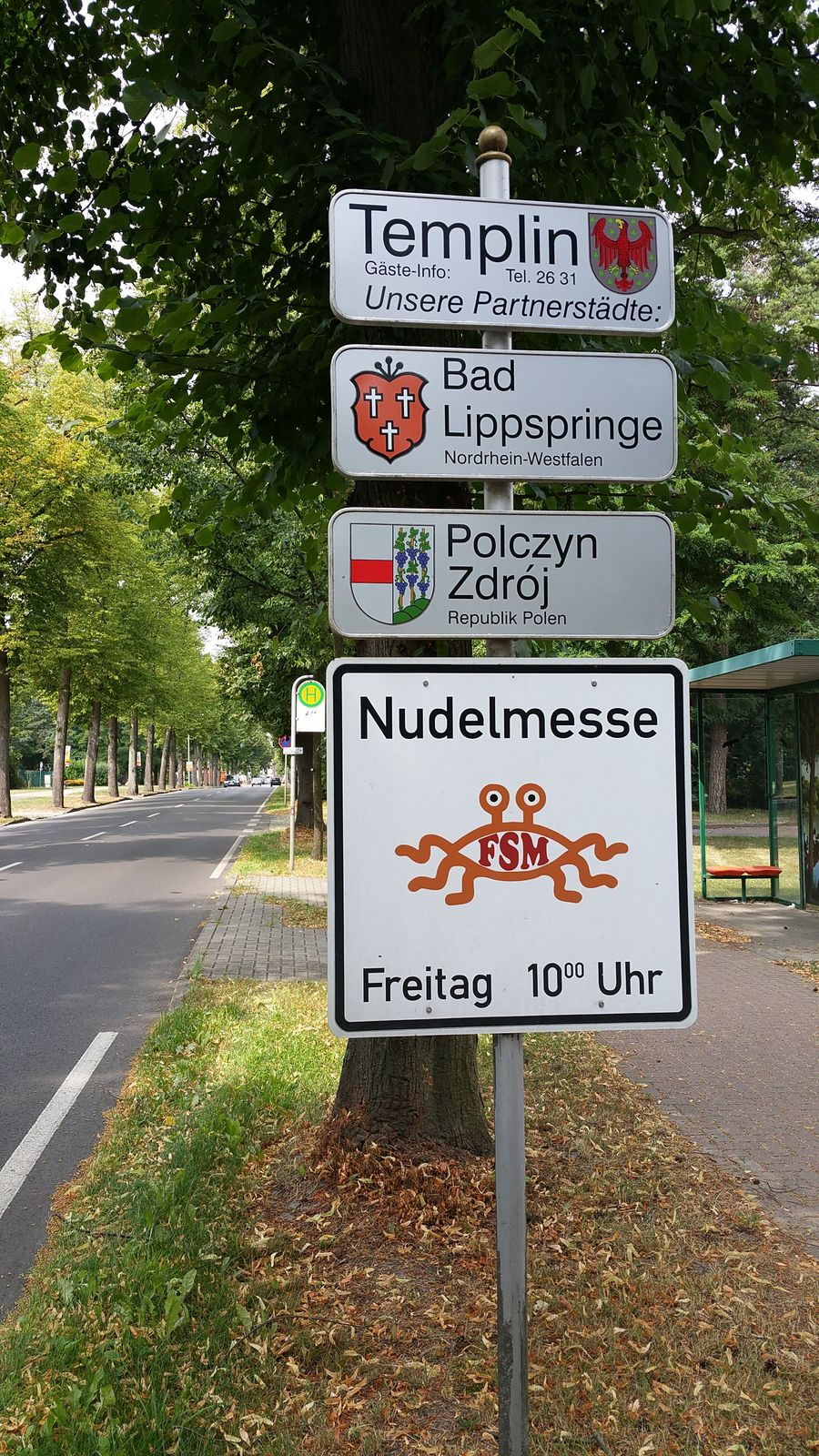
Hinweisschild auf Templiner Nudelmesse

In Deutschland wurde 2006 die Kirche des Fliegenden Spaghettimonsters Berlin-Brandenburg als eingetragener Verein in Templin gegründet. Später öffnete dieser sich bundesweit und wurde zur Kirche des Fliegenden Spaghettimonsters Deutschland e. V.

### Österreich
Im April 2014 beantragte die österreichische „Kirche des Fliegenden Spaghettimonsters“ die offizielle Anerkennung. Die staatliche Anerkennung als Glaubensgemeinschaft verwehrte das österreichische Kultusamt der Kirche des Fliegenden Spaghettimonsters jedoch mit der Begründung, es fehle ein Bezug zur religiösen Lehre. Daraufhin wurde ab dem 8. Januar 2018 vor dem Bundesverwaltungsgericht (BVwG) der Antrag der „Kirche des Fliegenden Spaghettimonsters“ (KdFSM) auf Anerkennung als Bekenntnisgemeinschaft verhandelt. Nach Kompetenzstreit hatte der Verfassungsgerichtshof im November 2017 das Bundesverwaltungsgericht für zuständig erklärt.
Der Richter erklärte am ersten Verhandlungstag die Absicht, bis zu 300 Pastafari als Zeugen zu ihrer religiösen Praxis des „Pastafarimus“ zu befragen. Die Religionsredaktion des ORF vermutet dahinter das Ziel, „festzustellen, ob es die für die Anerkennung notwendige Zahl von mindestens 300 Gläubigen in Österreich auch tatsächlich gibt.“ Das BVwG urteilte nach 4 Jahren Verhandlungsdauer am 22. März 2018 jedoch abschlägig. Zur Erläuterung: Zur Anerkennung als Religionsgemeinschaft wäre neben einem Neuantrag der Nachweis einer Mitgliedszahl von mindestens 2 Promille der Bevölkerung – etwa 17.000 Menschen – und der einer Bestehensdauer der Gemeinschaft von 20 Jahren in Österreich nötig gewesen.

### Polen
Seit 2012 gibt es in Polen Bestrebungen, die „Polnische Kirche des Fliegenden Spaghettimonsters“ (Polski Kościół Latającego Potwora Spaghetti) öffentlich-rechtlich anerkennen zu lassen. Im März 2013 wurde der Registrierungsantrag vom Ministerium für Verwaltung und Digitalisierung abgewiesen, mit der Begründung, dass die Kirche nicht zum Zwecke der gemeinschaftlichen religiösen Glaubensbekennung und Missionierung, sondern vielmehr zur Religionskritik gegründet sei (in Polen sind nichtreligiöse Weltanschauungsgemeinschaften nicht den Kirchen gleichgestellt). Die Antragstellung und ihre Abweisung fanden ein starkes Presseecho.

### USA
Im Jahr 2011 berichtete der US-Militärangehörige Justin Griffith, dass er auf seiner militärische Erkennungsmarke (dog tag) die Aufschrift „Atheist/FSM“ prägen ließ. Individuelle Erkennungsmarken sind erlaubt, solange sie den Vorschriften des US-Militärs entsprechen.

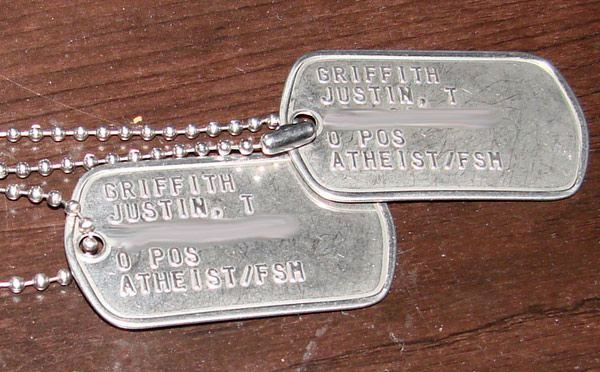
Militärische Erkennungsmarke von Justin Griffith mit der Aufschrift „Atheist/FSM“ (USA)

Im August 2013 war Eddie Castillo, ein Student der Texas Tech University, landesweit die erste Person, die aus religiösen Gründen die Genehmigung erhielt, auf seinem Führerscheinfoto ein Nudelsieb auf dem Kopf zu tragen.
Im Januar 2019 wurde dem US-Militärangehörigen John Hoskins negativ beschieden, dass er aus religiösen Gründen, wie die Sikhs, im Dienst einen Bart tragen dürfe.

### Russland
In Russland sind Pastafari verschiedenen Repressionen von Sicherheitsbehörden, Justiz und russisch-orthodoxen Aktivisten ausgesetzt. So kam es 2013 zu Verhaftungen bei Kundgebungen in Moskau. Im Mai 2022 wurde Michail Iosilevich, Gründer der russischen Kirche des Fliegenden Spaghettimonsters, vor dem Bezirksgericht von Nischni Nowgorod wegen Zusammenarbeit mit einer „unerwünschten Organisation“ (Organisation Otkrytaya Rossiya ‚Offenes Russland‘) zu einer Haftstrafe von einem Jahr und acht Monaten verurteilt. Amnesty International bezeichnete ihn als Gefangenen aus Gewissensgründen und forderte seine sofortige Freilassung.

### China
2019 forderte das kommunistische Parteikomitee der Provinz Hainan die Medizinische Universität von Hainan (Hainan Medical College) auf, unter den Mitarbeitern und Studenten nach Anhängern der Kirche des Fliegenden Spaghettimonsters Ausschau zu halten und diese den Behörden zu melden.

### Neuseeland
In Neuseeland hat sich die Spaghettimonster-Kirche bereit erklärt, Trauungen von schwulen und lesbischen Paaren durchzuführen, was zwar staatlicherseits seit 2013 möglich ist, aber bislang von der anglikanischen und der katholischen Kirche abgelehnt wird. Seit dem 10. Dezember 2015 darf die Spaghettimonster-Kirche offiziell kirchliche Trauungen durchführen. Als „Ministeroni“ (Päpstin) wurde Karen Martyn ernannt, die als erste Person in Neuseeland legal Paare im Namen der Kirche des Fliegenden Spaghettimonsters trauen darf.
Im Census 2018 wurden in Neuseeland 4248 Mitglieder der Church of the Flying Spaghettimonster gezählt.
Die weltweit erste, rechtlich anerkannte Eheschließung nach Spaghettimonster-Ritus – eines heterosexuellen Paars – wurde am 16. April 2016 in Neuseeland, auf einem kleinen Schiff bei der Küstenstadt Christchurch, geschlossen.

## Feiertage und Feste

Am Blaudonnerstag, dem Beginn des Passtahfestes, wird der Piratenfisch (auch: Jollyfish) geehrt

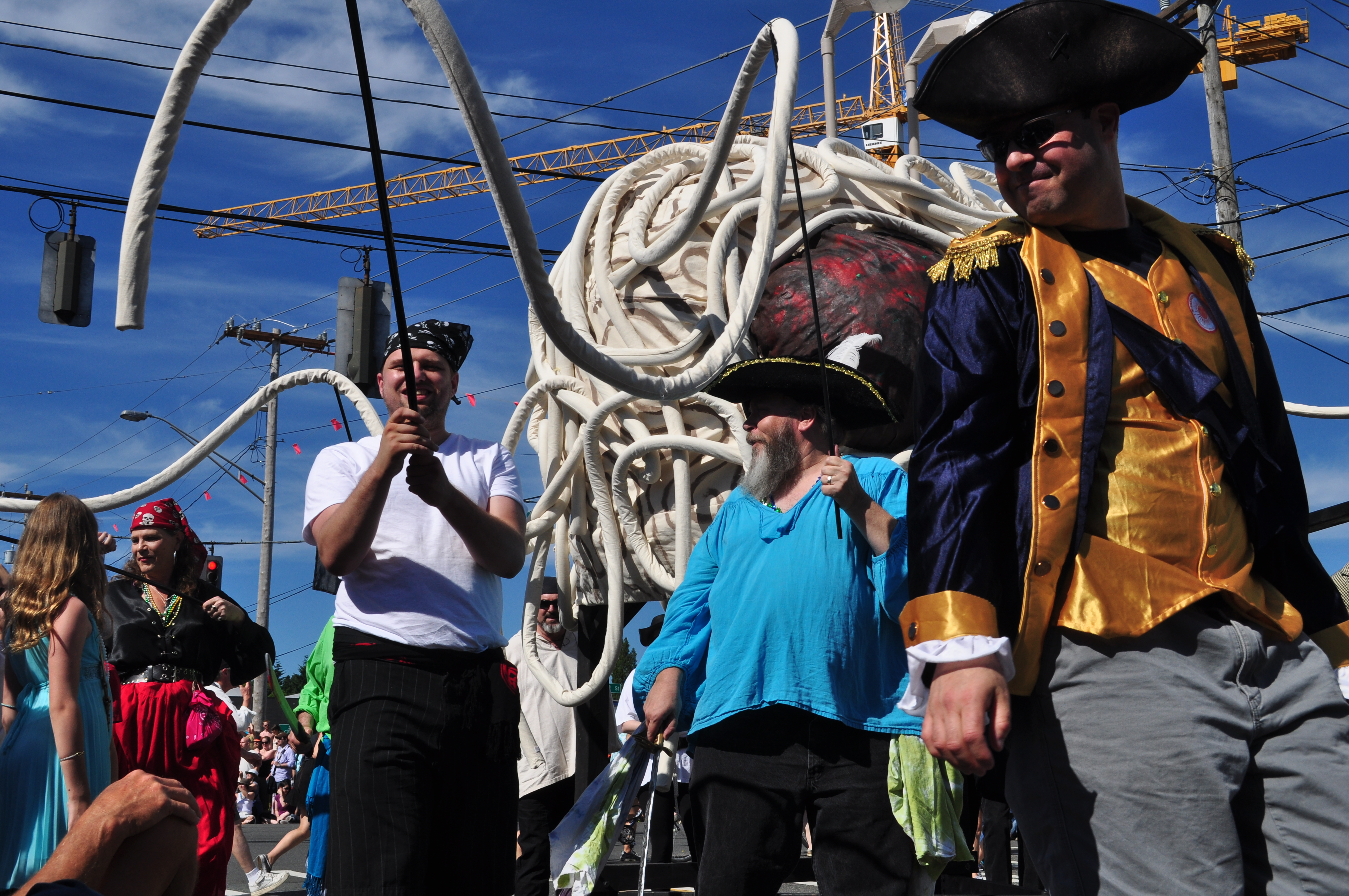
Pastafari mit großer FSM-Puppe in Piratenkostümen auf einer Sonnwendfeier in Fremont (Seattle), Washington (22. Juni 2013)

Pastafari begehen folgende Feiertage und Feste:
- Jeder Freitag ist ein Feiertag. An diesem Tag soll man es als Pastafari ruhig angehen lassen. Der Freitag steht für die Jenseitsvorstellungen der Pastafari – den Biervulkan und die Strippermanufaktur.[36]
- Weiterhin zählen alle kommerziell beworbenen Feiertage zu den Festtagen der Pastafari.[37] In den USA hat es sich eingebürgert vor allem in Werbeaktionen religiöse Feiertage neutral als „Holidays“ zu bezeichnen, um Andersgläubige nicht auszugrenzen. Von Pastafari werden sämtliche Hinweise auf Holidays als Bekenntnis zu ihrem Glauben gewertet.[38]

Im Jahresverlauf:  
- Am 6. Januar feiern die Pastafari „Die Eiligen Drei Köche“ (Fusilli, Spaghetti, Makkaroni) und markieren ihre Türen mit deren Initialen und der Jahreszahl. Dieser Feiertag entspricht dem christlichen Tag der Heiligen Drei Könige.[36]
- Ramendan entspricht dem Ramadan, der islamischen Fastenzeit. Pastafari ernähren sich zu dieser Zeit ausschließlich von der bei Studenten beliebten Instant-Nudelsuppe Ramen, um der Zeit zu gedenken, als sie noch hungrige Studenten waren. Ramendan ist wahrscheinlich der unkommerziellste pastafarianische Feiertag, da es keine Passtahfest-Sonderangebote gibt. Am Ende der Fastenzeit verschenken Pastafari den übrig gebliebenen Vorrat an Instant-Nudelsuppe an Bedürftige.[39][40]
- Der Tag, der unter Christen als Karfreitag bekannt ist, ist für Pastafari ein Freudentag. Pastafarianischen Legenden zufolge wurde „an diesem Tag die erste Nudel gegart“, weswegen Pastafari ihn Garfreitag nennen.[41]
- Das Passtahfest entspricht dem Pessachfest bei den Juden und dem christlichen Ostern. In dieser Zeit verspeisen Pastafari große Mengen an Pasta, welche von Familienmitgliedern in Piratenkluft zubereitet wird.[42] Der Jollyfish oder Piratenfisch als Antwort auf das christliche Ichthys-Symbol, den eucharistischen Fisch, wird von Pastafari insbesondere am Blaudonnerstag geehrt. Als Symbol des Pastafarianismus wird es darüber hinaus jedoch weltweit feiertagsunabhängig genutzt.[43]
- Am gleichen Tag wie Christi Himmelfahrt feiern die Pastafari „Monsters Himmelfall“, da an diesem Tag (angeblich) das fliegende Spaghettimonster aus dem Bett fiel und damit den Urknall auslöste.[36]
- Am 19. September feiern die Pastafari den „Sprich-wie-ein-Pirat-Tag“, an dem man sich wie ein Pirat verkleiden und jedem Satz ein „Arrr“ als Schlusswort hinzufügen soll. Pastafari werden an diesem Tag zu Missionierungsaktionen aufgerufen, da Grog selbst die hartnäckigsten Menschen zum Pastafarianismus bewegen könne. Angeblich finden rund 50 % der jährlichen Beitritte zum FSMismus an diesem Tag statt. Dieser Tag wird in den bekannten MMORPGs World of Warcraft und Guild Wars gefeiert.[44][45]
- Zu Halloween gedenken die Pastafari der Piraten, als diese noch in Freiheit über die Meere segelten. Pastafari verkleiden sich zu Halloween meist als Piraten und verschenken Süßigkeiten an Kinder. Laut dem Evangelium des Fliegenden Spaghettimonsters waren Piraten früher bekannt dafür, Süßigkeiten an Kinder zu verteilen. Doch Piraten nahmen von dieser Tätigkeit Abstand, als man sie zu verfolgen begann.[46]
- Zur Weihnachtszeit feiern die Pastafari die Holidays. Da Pastafari sich nicht an religiöse Dogmen zu halten brauchen, gibt es weder fest definierte Tage noch Zeiten, Prozessionen oder Orte für dieses Fest. Üblicherweise wird es mit der Familie und einem üppigen Mahl gefeiert.[38]

## Kopfbedeckung

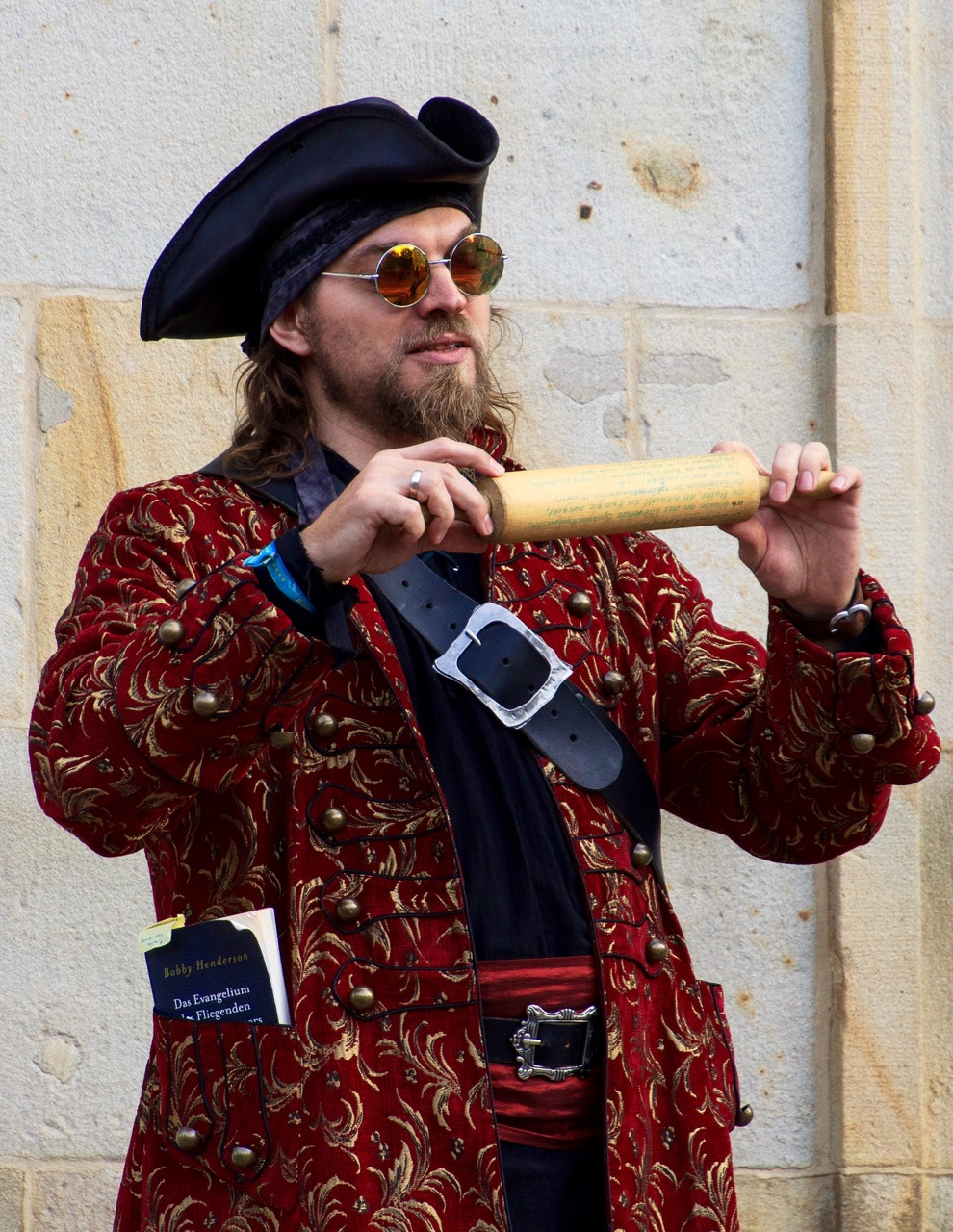
Pastafari mit Dreispitz, Nudelrolle und Evangelium. Foto: Andreas Krüskemper (2019)

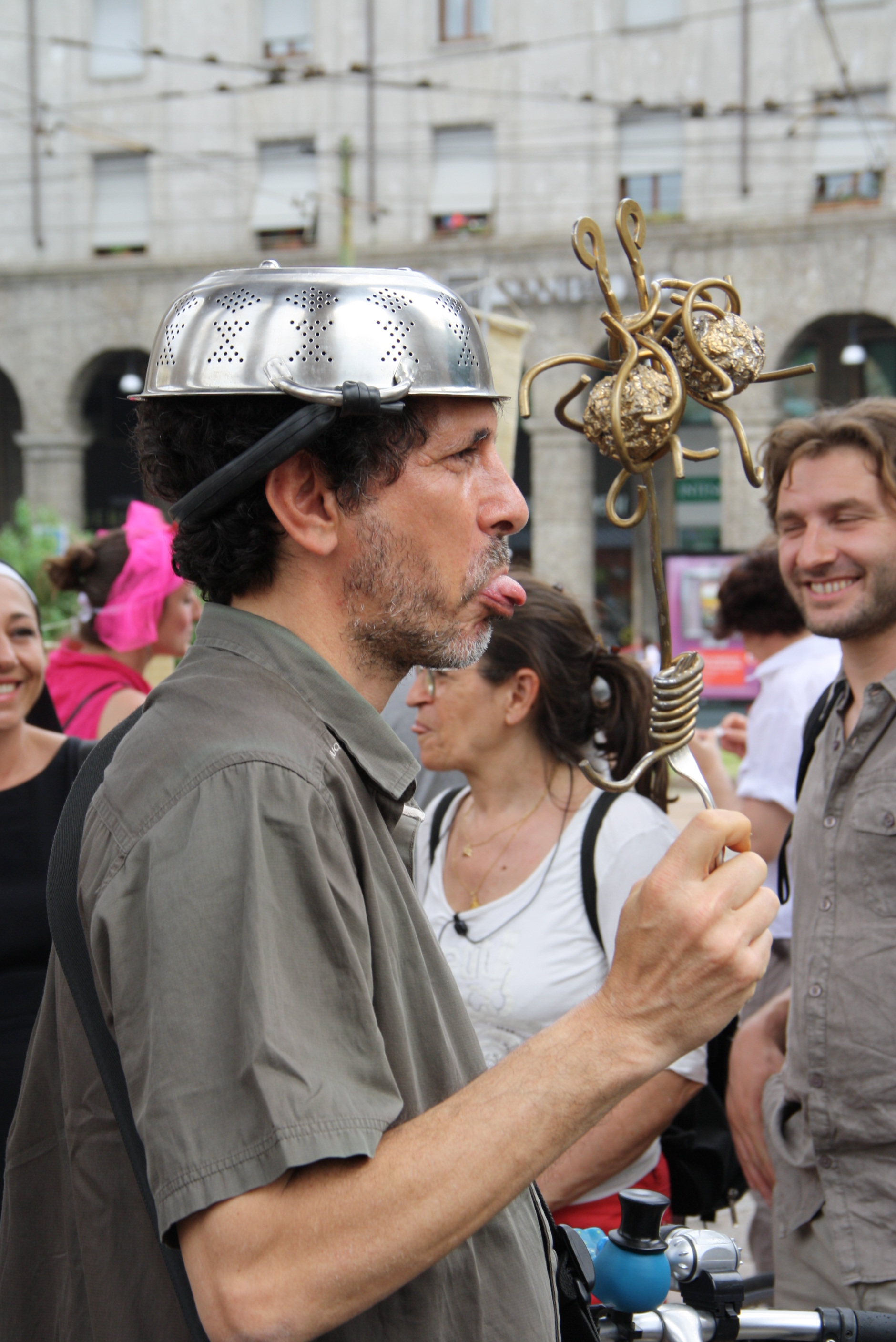
Pastafari mit Nudelsieb (Mailand, 2. Juni 2012)

Traditionelle Kopfbedeckung der Pastafari ist der Piratenhut. Das ergibt sich aus der klaren Forderung im Evangelium des Fliegenden Spaghettimonsters:

„Außerdem zeugt es von mangelndem Respekt, unseren Glauben zu verbreiten, ohne das Ornat Seiner Wahl zu tragen – die Kluft der Piraten. Das lässt sich gar nicht genug betonen, allerdings leider nicht näher erklären, weil hier der Platz dazu nicht reicht. Die präzise Erklärung lautet: ES wird böse, wenn wir es nicht tun.“

Seit 2011 wird als Folge einer Aktion des österreichischen Atheisten Niko Alm auch das Nudelsieb getragen, weshalb die Träger auch als Almisten bezeichnet werden. Bis zu diesem Zeitpunkt „wurde dem Nudelsieb im Pastafaritum keinerlei Sonderrolle zugeschrieben“. Als offizielle Kopfbedeckung ist es insbesondere unter langjährig engagierten Pastafari umstritten, wenngleich es sich durch die Bekanntheit der politischen Aktion Alms weltweit stark verbreitet hat.
Alm hatte sich für sein Führerscheinfoto mit einem Nudelsieb als Kopfbedeckung ablichten lassen. Er wollte damit ein Privileg kritisieren, das Mitgliedern von Religionsgemeinschaften gegenüber Nicht-Mitgliedern gewährt werde. Die Kirche des fliegenden Spaghettimonsters war ihm in diesem Zusammenhang bekannt, die von ihm mitbegründete offizielle österreichische Dependance existiert jedoch erst seit 2012. Im österreichischen Recht gibt es keine Regelung für Führerscheine in Bezug auf religiöse Kopfbedeckungen, anders als in der Bundesrepublik Deutschland. Es muss lediglich das Gesicht vollständig erkennbar sein (§ 2 Abs1 Z1 lit. h Führerscheingesetz-Durchführungsverordnung). Der Führerschein wurde nach einer Vorladung zum Amtsarzt ausgestellt und von Alm drei Jahre nach Beantragung im Jahr 2011 abgeholt. Bei Rüdiger Weida, dem seinerzeitigen Vereinsvorsitzenden der KdFSMD e. V., der sich 2011 in Deutschland mit Jollyfish-Piratentuch für das Führerscheinfoto ablichten ließ, war der religiöse Bezug hingegen für den Beamten auf der Führerscheinstelle eindeutig erkennbar.
Rüdiger Weida, aka Bruder Spaghettus, kämpft darüber hinaus seit 2013 gerichtlich für eine Ablichtung mit Piratentuch als religiöser Kopfbedeckung auf seinem Personalausweis. Ein Personalausweisantrag mit entsprechendem Passbild wurde von der ausstellenden Behörde abgelehnt. Die von Weida dagegen im Dezember 2013 gerichtete Klage vor dem Verwaltungsgericht Potsdam wurde mit Urteil vom 13. November 2015 abgewiesen. Das Oberverwaltungsgericht Berlin-Brandenburg ließ das Berufungsverfahren nicht zu und wies auch die Nichtzulassungsbeschwerde im Jahr 2016 zurück. Weida erhob daraufhin vor dem Bundesverfassungsgericht Klage. Auch in diesem Fall geht es um die grundsätzliche Frage, ob die Kirche des Fliegenden Spaghettimonsters als Weltanschauungsgemeinschaft anerkennungswürdig ist und das Piratentuch mithin als religiöse Kopfbedeckung zu werten ist.
Bezüglich der Eintragung seines Ordensnamens Bruder Spaghettus im Personalausweis in der Rubrik „Ordens- oder Künstlername“ hatte er hingegen im Jahr 2019 mehr Erfolg. Wie Daniela Wakonigg berichtet, erfolgte jedoch „die Eintragung des Namens […] als Künstlername und nicht als Ordensname, denn die Eintragung von Ordensnamen ist derzeit auf die verfassungsrechtlich geschützten Religionsgemeinschaften beschränkt.“
Der Belgier Alain Graulus beantragte 2013 einen Personalausweis mit einem Foto, das ihn mit türkisfarbenem Nudelsieb aus Kunststoff als Kopfbedeckung zeigt. In Belgien ist das Tragen von Kopfbedeckungen auf Ausweisdokumenten nur gestattet, wenn der Antragsteller dafür religiöse oder medizinische Gründe anführen kann. Graulus beruft sich auf solchen religiösen Schutz mit dem Hinweis auf seine Zugehörigkeit zum Pastafarianismus. Die Einwohnerbehörde der Provinzhauptstadt Hasselt verweigerte die Ausstellung des Dokuments.
Der tschechische Politiker Lukas Novy hat sich in Brno (Brünn) einen vorläufigen Personalausweis ausstellen lassen, auf dessen Foto er das Nudelsieb trug. Auf Intervention des tschechischen Innenministeriums wurde der Personalausweis für ungültig erklärt, da der Glaube an das Fliegende Spaghettimonster nicht als Religion anerkannt ist.
Am 2. Januar 2014 hat in Chautauqua County (New York) Christopher Schaeffer seinen Amtseid als Gemeinderatsmitglied des Pomfret Town Councils mit einem Nudelsieb auf dem Kopf geschworen.

## Bezüge in Kultur und Wissenschaft
Ein Album von electroboy aus dem Jahr 2019 heißt Das fliegende Spaghettimonster und bezieht sich auf dieses.
Die Tierart Staatsqualle (Bathyphysa conifera) hat den Spitznamen „Fliegende Spaghettimonster“.
Das Bild Touched by His Noodly Appendage ‚Von seinem nudeligen Anhängsel berührt‘ (links) von Niklas Jansson parodiert Michelangelos Fresko Die Erschaffung Adams (rechts).

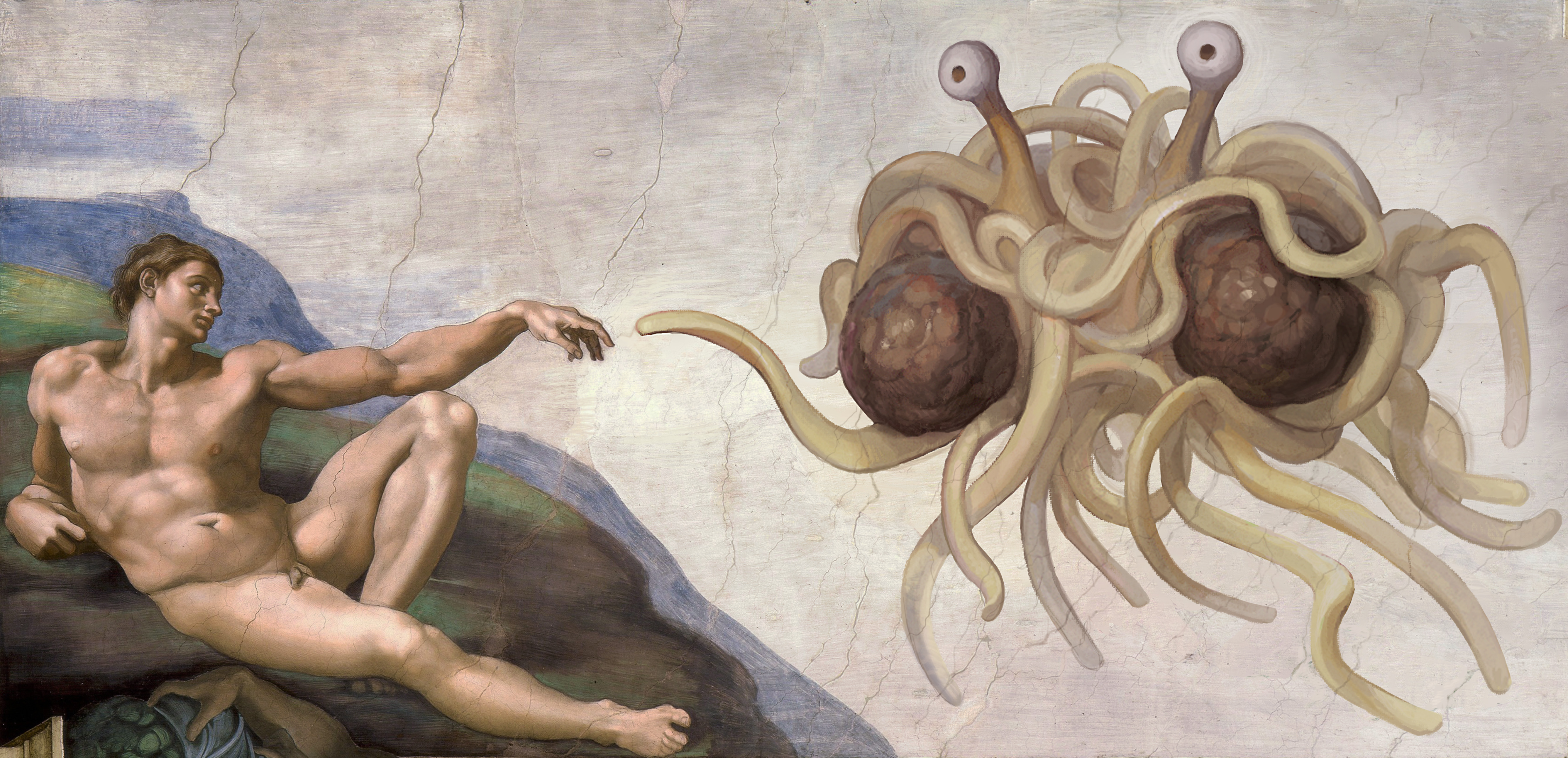
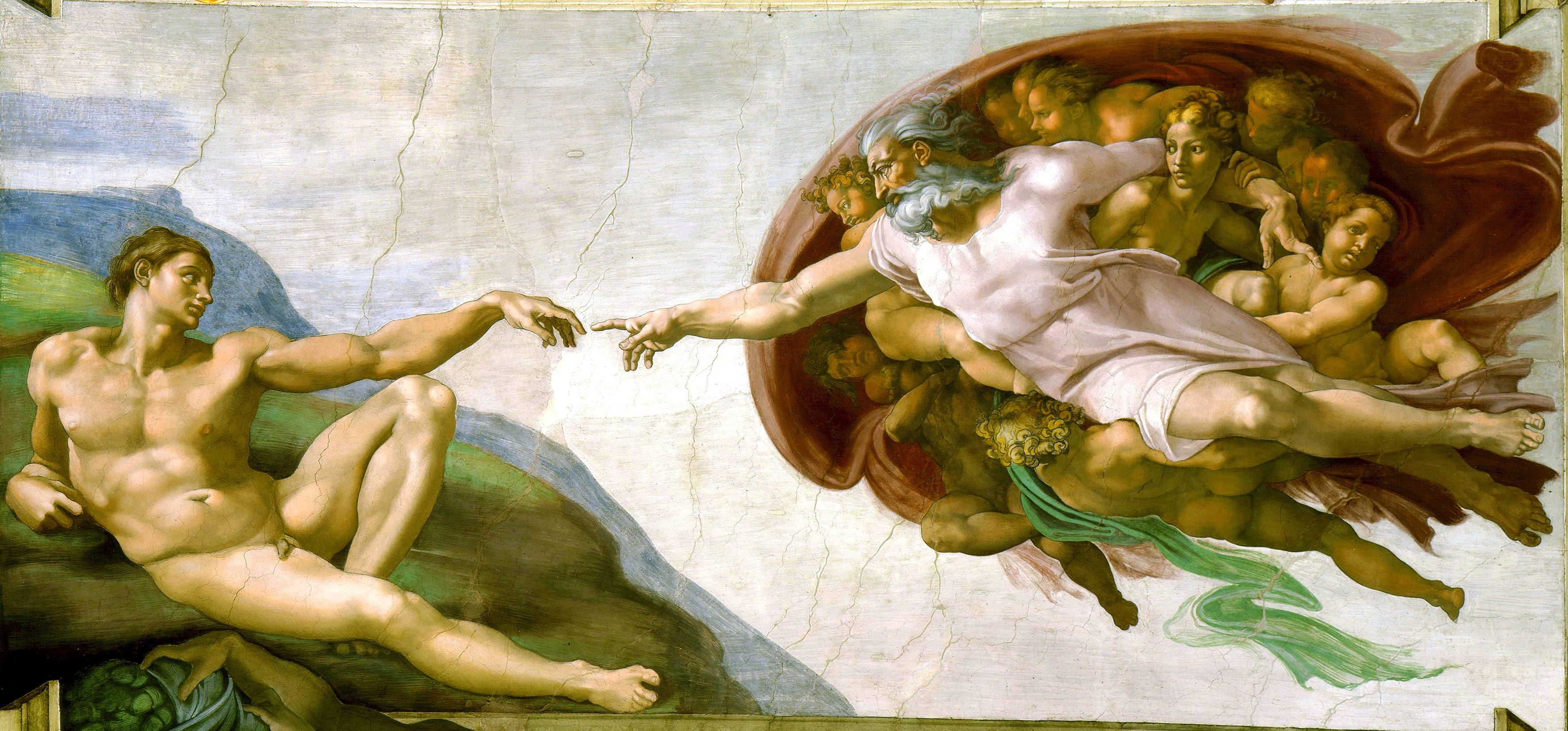

## Film
Der Dokumentarfilm I, Pastafari: A Flying Spaghetti Monster Story aus dem Jahr 2019 erzählt die Geschichte von Kirchenmitgliedern im Kampf um ihre Anerkennung als Religions- und Weltanschauungsgemeinschaft.